# نیندورف
نیندورف (به آلمانی: Nindorf) یک شهر در آلمان است که در Mitteldithmarschen واقع شده‌است. نیندورف ۱٬۱۷۷ نفر جمعیت دارد.